# Pecsétszeg
Pecsétszeg (románul Chiuiești) falu Romániában, Kolozs megyében, az azonos nevű község központja.
Hozzátartozott a községen alól a pecsétszegi patakba keletről nyugatra folyó patakocska mentén néhány házból álló Seletruk nevű puszta. Határhelyek: 1765-ben Kessel. 1864-ben Pogyereju, Seszuri, Dosiu Bricsi, Valea Bricsi, Csermuri sprai, Keselu (Chesielu), Dimbu Jepi, Gyalu Muntics, Valea Kaluluj, Kásá Drakuluj. 1898-ban Kerpinyis, Valea Vlad, Koszta Mori, Gyalu Jeduczuluj. Koksora, Gyigyer, Gyalu Pestiri, Pogyerej, Tresztia, Seszuri, Dimba csotuluj, Szumernye, Libotin. Hegyei: Gyalu Krucsi, Facza Gyaluluj, Virvu muncseluluj. Vizek, patakok: Valea Sztrimbuluj, Valea Dreptuluj és Koptora.

## Története
Első írásos említése 1467-ből maradt fenn Pechetzege néven. További névváltozatai: Pechetzegh (1553), Peczétszegeo (1597), Pechietzegeo (1599), Peczetszegh (1612). Pecsét neve: foltos, sávos patak szögénél fekszik, román neve Chiuesci, Tiujest, a tina szóból ered, melynek jelentése sár.

### 15. század
Csicsóvár tartozékaként többször cserélt gazdát, és mivel először csak 1467-ben fordul elő, kétségtelenül 1405–1467 évek közt keletkezhetett, a Bánffyak bírták, kik Mátyás ellen fellázadtak s ezért javaikat elvesztvén, Mátyás király Pecsétszeget Szerdahelyi Kis Jánosnak és testvérének Mihálynak adományozta.

### 16. század
1553-ban Pecsétszeget Mylaki felesége bírta Castaldo generális engedélyéből. 1588-ban nemes Pecsétszegi Vajda György volt az egyik itt lakó birtokosa. 1597-ben a fejedelemnek itt a dési sókamaraházhoz tartozó több jobbágya volt, melyet még 1590-ben csatolt ide. 1599-ben a fejedelem Pogány Györgynek adta e „jó falut” azért, hogy Huszt várát Szabó Balázstól részére bevette.

### 17. század
1600-ban Pogány György e birtokot, melyet ő még Báthory Andrástól kapott adományban, visszaadatni kérte az ország rendjeitől, mivel azonban Pecsétszegnek egyik részét Mihály vajda Iváskó nevű szolgájának adományozta oda, s akit tehát abban az ország rendei kötelesek megtartani, Pogány Györgynek Pecsétszeg azon részét adták vissza, a mely nincs Iváskó kezén.
1601-ben Szilágyi János és Székely István lovas zsoldosok azt vallották, hogy 1600-ban nekik Mihály vajda tizenöt itteni jobbágytelket adományozott, tehát fejenként hét és felet, minthogy azonban ezután Szilágyi János még más 35 itteni jobbágytelket kapott adományban, most ő abból Székely Istvánnak két és fél jobbágytelket átengedett.
1607-ben Szilágyi János volt az egyik birtokos.
1607-ben Rákóczi Zsigmond fejedelem Tekerespataki Vajda Máté, Tamás, Péter és Jánosnak személyét és itteni házukat megnemesítette és malomhelyet kaptak.
1612-ben birtokosa Szilágyi Jónás volt.
1615-ben Csebi Pogány György fia György óvást emelt az ellen, hogy Jónáskó vajda Pecsétszeget Haller Györgynek adta cserébe, melyhez ő teljes jogot tartott.
1616-ban Némai Szilágyi, másként Náprágyi János óvást emel az ellen, hogy a fejedelem itteni részét, melyet neki Mihály vajda kiűzetése után a rendek adományoztak, vagyis tizenegy jobbágytelket, elfoglaltatta s a dési kamarához csatoltatta.
1618-ban Tekeres- (Horgos-)-pataki György Mátét itteni nemes udvarházában (Karsa, Lador és Pap házai között) új adomány címén a fejedelem megerősítette.
1618-ban a fejedelemnek itt három kapu jobbágya volt, melyet a dési kamarához csatolt s Haller Györgynek egy kapuja, itt levő kapuk után Bontha Máté és Bak Gergely puskást állították ki.
1627. június 8-án Gyulafehérváron kelt adománylevélnél fogva Szathmári, másképp Balogh Jánosnak a fejedelem itten egy telket adott és megnemesítette személyével együtt.
1628. június 17-én Radnóton Koszta, másképp Farkas István egy itteni telket kapott, melyet a fejedelem személyével együtt megnemesített.
1630-ban Mikeházi Szilágyi, másképp Naprágyi János itteni nemesi házát (az Illoncz Gabrilla-féle) Szathmáry Jánosnak és Balogh Jánosnak 100 forintért és egy szürke paripáért eladta, s fejedelmi jóváhagyás mellett 1630. április 15-én beiktatták.
1630-ban Pecsétszegi Farkas, másképp Koszta István nemes.
1631-ben Pecsétszegi Koszta Istvánt egy az ő előbbi és ennek szomszédságában a Pap pataka mellett levő, Szilágyi Jónástól szerzett két itteni nemesi telkébe Rákóczi György rendelete folytán beiktatták, más itteni birtokos a fejedelem volt.
1631-ben egyik birtokosa a fejedelem volt, mely birtokát 1636-ban megint Déshez csatolta. 1650-ben Szilágyi Náprádi János.
1631-ben Tekerespataki György Máté és Demeter birtokosok.
1650-ben II. Rákóczi György fejedelem bírja.
1656-ban II. Rákóczi György a fiskusnak itteni részét, 57 népes és 10 puszta házhelyet Cseffey Lászlónak ígérte adományoztatni, és felhatalmazta azon rész megváltására, amelyet itt Jonasko maradékai bírtak.
1650-ben és 1658-ban a szamosújvári uradalomnak itt 20 adózó jobbágya volt.
1659-ben Barcsay Ákos Bánffy Györgyöt s nejét Torma Klárát itteni II. Rákóczi Györgytől zálogban nyert részükben megerősítette.
1662-ben itteni nemes a Szathmáry család.
1662. április 24-én a mikolai és május 1-én a kolozsvári táborból I. Apaffi Mihály a fiskusnak a dési kamarához tartozó és a hűtlenségbe esett Dési Alvinczi Istvánnak itteni egy-egy telkét Pecsétszegi Szathmáry Gábornak adományozta.
1664. április 15-én Kristóf Tódornak Apafi fejedelem egy itteni telket és nemességet adott.
1664. február 18-án Szathmáry Gábor Vajda Györgyné Szilágyi Zsuzsánnától egy telket kapott cserébe.
1670-ben Apafi Mihály e birtokot Haller Pálnak s nejének Torma Katalinnak adományozta, de az iktatásnál Alvinczi István, Páskuj Farkas, Szathmáry Gábor és György Demeter itteni részeik iránt ellentmondtak.
Ugyanazon évben Torma Katalin Haller Pált Pecsétszeg birtokbavételétől tiltotta, minthogy ő azt még első férjével Bánffy Györggyel szerezte, s nővérének Torma Borbálának Toroczkai Jánosnénak s gyermekeinek István és Máriának hagyta.
1676-ban itt lakó nemes családok: Farkas, Kis, Szatmári és Petrucz.
1677-ben Haller Pál és Deési Alvinczi István itteni birtokosok.
1685. február 8-án Szathmári Gábor és Demeter a Szilágy Naprádi-féle telket eladták Petki Nagy Pálnak és Alvinczy Istvánnak.
1688-ban újból beiktatták itteni telkükbe Pap János és neje Decsán Anikó gyermekeit, Demeter, Gergely és Mátyás nemeseket.
1694-ben birtokosa Bethlen Gergely és Nagy Pál.
1702-ben a dési kamara itteni 43 jobbágyát külsőségekkel együtt gróf Bánffy György, Bethlen és Toroczkai János bírták. Egytelkes nemesek a Szathmáry, Farkas, Imre, Petrucz és Pap családok.
1703-ban Bethlen Klára Bánffy Györgyné és Toroczkai János. Adózó nemesek: Farkas Simon és György, Petrucz Juon és Juonucz, Szathmári Demeter.
1711-ben Szilágyi Jónás említtetik.
1712-ben Bethlen Kata Apafi Mihálynénak osztály útján itt egy rész jutott.
1713-ban idevaló egytelkes nemes a Petrucz, Nemes, Pap és Szathmári család, akik 14-en laktak 15 házban vagy 4 örökségen.
1716-ban bírnak itt: György László, Páska és Csatt családok, továbbá Nemes Tamás, ki 4 telket kapott itt cserébe a csicsómihályfalvi helyett gróf Lázár Jánostól. Ezen rész zálogos birtokosa ifjú Bányai István.
1719-ben birtokosai: gr. Teleki Mihály, Toroczkai György, gróf Lázár János és I. Apafi Mihályné.
1727. február 1-én gr. Bethlen János és neje Alvinczi Erzsébet gyermekei itteni részükön megosztoztak.
1738-ban itteni birtokos Thoroczkay Zsigmond.
-
A XVII. század közepén bírta Pecsétszegi Toroczkai Péter, gyermekei: többek közt Zsigmond és Erzsébet Köleséri Sámuelné, ki magtalan lévén, szerzeményét gr. Teleki Ádámra hagyta. Gr. Toroczkai Zsigmondnak br. Toroczkai Klárától gyermekei: I. Zsigmond 1761, ennek Teleki Esztertől fia Pál, ki itteni részét eladta és Teréz, ennek ifj. br. Naláczi Józseftől br. Naláczi József 1820. 2. Borbála, ennek Naláczi Józseftől fia Károly, kinek Teleki Katától fia István és leánya Kata br. Bánffy Györgyné. 3. Gr. Toroczkai Klárának gr. Teleki Ádámtól fia Ádám, kinek br. Wesselényi Máriától Póli, kinek gr. Kendeffy Jánostól fia gr. Kendeffy Ádám. Toroczkai Klárának Teleki Ádámtól leánya Kata, ennek gr. Rheday Farkastól fia Ádám 1820. 4. Toroczkai Kata br. Radák Istvánnénak fia br. Radák Ádám, ennek Kemény Druzsitól Radák István és Ádám 1820.

### 18. század
1743-ban a fiskus Apafi Mihályné itteni részét br. Wesselényi Ferencz, Lázár János, Teleki Ádám, Bethlen János és Korda Györgynek adta, amelyen ezek később megosztoztak.
1754-ben egyik birtokosa br. Dániel Istvánné Bánffy Zsuzsánna.
1759-ben báró Naláczi Sárát vejének báró Bánffy Dénesnek s fiai György és Dénesnek itteni részébe zálogjogon beiktatták.
1762-ben György Gábor az itteni nemesek hadnagya birtokos.
1765-ben György Ursz és Fülöp itteni oláh nemesek bizonyos itteni részüket az itteni román egyháznak adományozták.
1769-ben gr. Lázár János itteni részét cserébe adta Makrai Eleknek, melyet ez Jósziv Ádám esperesnek adott zálogba, a ki ismét 1774-ben Szelecskei Maxim Simonnak zálogosította el, akitől a következő évben Makrai Elek váltotta magához.
1770–73-ban összeírt birtokosok Leményi Péter Gábor női adom. jogon, Pecsétszegi Szathmáry Gábor, Miklós, Pál, János, László apai adom. Jogon. Deési Gelvás Zsigmond, Leményi Kovács János és József bírtak 3 örökséget.
1781-ben gr. Bethlen Miklós és József voltak birtokosok.
1786-ban birtokosai: gr. Csáky Jánosnak van 24 jobbágya, gróf Székely László özvegyének 17 jobbágya, gróf Teleki Ádámnak 13 jobbágya, br. Radák Istvánnak 12 jobbágya, gr. Korda Györgynek 9 jobbágya, gr. Lázár Jánosnak 8 jobbágya, Szentes Miklósnak 8 jobbágya, özv. Makrai Eleknének 2 jobbágya, Henter Istvánnak 2 jobbágya, gr. Teleki Mihálynak 1 jobbágya, Morsai Péternek 1 jobbágya, Kovács Józsefnek 2 szegénye, Szatmári Lupnak 1 zsellére, Szatmári Jánosnak 1 jobbágya.
1791-ben idevaló lakos és szász-czegői Balog jogon birtokos Deési Gábor.
1797. augusztus 17-én br. Szentkereszti György itteni részét Alsónak adta 1000 forintért zálogba, kinek hagyományosa fia István, ki 1805-ben erre még adott Kemény Ignácznénak s utódainak pénzt, de 1812 január 30-án kiítéltetett.
1798-ban birtokosai: gr. Wass Sámuelné, br. Szentkereszti György, gr. Lázár János, br. Radák Ádám, gr. Mikó Károly és István, Korda Mária Kemény Lászlóné, Földesi Druzsi gr. Teleki Mihályné, gr. Teleki Mária Teleki Lászlóné, Toroczkai Borbála Naláczi Józsefné, Teleki Kata Alvinczi Gáborné, Makrai Elekné, Murányi Erzsébet Mosóczi Péterné és Deési Zsigmond. Kis nemesek: György család 7 taggal, Szathmári család 3 taggal és a Pap család.
1807. augusztus 27-én Mósa Józsefné Zsorzs, másképp György Szimiontól zálogba vette itteni részét s bírta Mósa László.

### 19. század
1813. július 4-én Szathmári Péter és Szabó Tódor itteni részeiket Gazda Gábornak adták el.
1814-ben ápr. 30-án Szathmári Tódor és Juon itteni részeiket eladták Veres Sámuelnének, birtokosa unokája: Veres Kata Bájó Istvánné volt.
1820-ban birtokosai a következők voltak: br. Jósika János 28 telekkel, gr. Kendeffy Ádám 14 telekkel, br. Radák Ádámné 12 telekkel, gr. Bethlen Zsuzsánna 9 telekkel, Alsó Istvánné Gámán Eszter 7 telekkel, gr. Lázár István 7 telekkel, br. Bánffy Györgyné 5 telekkel, Mósa József 4 telekkel, Egri Farkas 3 telekkel, báró Naláczi József 3 telekkel, Pap Hácsigné 3 telekkel, br. Kemény Miklós 2 telekkel, gr. Rhédey Ádám 2 telekkel, gr. Teleki Lajosné 1 telekkel. Sok egytelkes szabad és adózó nemes is volt.
1826. december 15-én Bájó László több nemestől végrehajtás folytán birtokot kapott, e mellett zálogban birtokolta a gr. Mikó Károly-féle részt.
1836. február 10-én Fejérdi István a Vajda Juon itteni részét megvette.
1863-ban Keczeliné Rediger Eszter, gr. Teleki Miklós, br. Jósika Samu, Lajos és János, br. Radák István, Mósa Ferencz, gr. Bánffyné Iktári gr. Bethlen Kata, Hersch Salamon, gr. Andrássyné Kendeffy Kata, br. Bánffy Kata, id. br. Kemény György, Simó Ferencz, Bájó István a Veress jogon 6 jobbágytelek után kapott itt és Bujdoson kárpótlást.
1866-ban nemesi jogú birtokosai a következők voltak: Mózsa Ferencz, Budai László, Fejérdi Lajos és István s fia, Pávai János, Fábián Imre, 21 Szathmár, 9 Szigyarteu, 5 Medán, 6 Vajda, 11 Pop, 4 Szuszin, 14 Farkas, 8 Péter, 2 Sztoján, 21 György, 10 Somle, 1 Kupsa, 1 Petrucz, 4 Tekár, 1 Sliam, 2 Bogye, 2 Kasza, 1 Berenda és 1 Biliga.
1892–98 közötti birtokosai: Buzura János, 156 h., vétel Prundus Tamástól és egyesektől. Farkas László, Zsorzs Tamás, Deutsch Rubin.

## Gazdasága a 19. században
Lakosai románok és izraeliták, szorgalmas földmivelők, baromtenyésztők voltak. Szokás volt a Szent György napi öntözés, csipkerózsáknak a kapukra, ajtókra való tűzése, hogy a gonoszok a juhok tejét el ne vihessék.
Eledelük a málé és hüvelyes vetemények, zöldségfélék voltak. Öltözetüket kenderből és gyapjúból házilag készítették, fehér harisnyát, fekete szokmányt, a nők katrincát viseltek s bocskorban jártak.
Épületeiket közönséges erdei rakófából építették magas vert szalmafedél alá, többnyire kívül-belül megtapasztották.
Éghajlata egészséges, széltől hegyek által védve, jég ritkán bántja.
1750-ben határa két fordulós, alig egynegyed része termő. Keresete Désaknáról Szilágysomlyóra való sófuvarozás. A lakosok egy része Csicsóújfalu határán taxa mellett malomkővágással és ezek fuvarozásával is foglalkozott, s harmad részének termett meg a szükséges gabonája. Barmait Dés, Bethlen, Magyarlápos és Retteg vásárain árusította. Határa 6 ökörrel is alig szántható, javítást évenként megköveteli, de a záporok a hegyekről lemossák s azért szekeres trágyával nem lehet, de nem is szokták javítani. Egy köböl őszi búzavetés a téren itt-ott 4 kalangyát, kalangyája másfél véka szemet ad. Tavaszi vetés köble szintén 4 kalangyát ad, de két véka szemmel fizet. Évenként kaszálható rétje 40 szekérnyi, azonban fordulónként szoktak kaszálni. Szőlője 3 vedernyi, de azt házi szükségletre mivelik. Erdeje elegendő. Legelője kevés. Iparosa: 1 szabó, 2 ács, 2 szűcs, 11 malomkővágó, 1 kádár. Kertek jövedelme 1 frt 59 kr. Szántója 388 1/2 köbölnyi, elvetettek 308 1/4 köb. búzát, 160 1/2 köb. tavaszi gabonát, tengerije lett 131 7/12 véka, kaszálója 265 5/6 szekérnyi, szőlője 3 vedernyi, malmok jövedelme 18 frt 18 kr. Van itt 306 jármas ökör, ló, 196 tehén, 58 tulok, csikó, 605 juh, 152 sertés, 105 méhköpű. Pálinkafőző üstök jövedelme 5 frt 58 kr.
1822-ben oldalos, sovány határa adózás tekintetében 4-ed osztályú. Adó alatt van 146 1/4 köb. szántó, 190 3/4 szekérnyi kaszáló, 40 igás, 43 fejős marha, 18 juh, 14 disznó. Tölgyes erdeje szép.
1898-ban határa közepes termésű, terményei: tengeri, búza, rozs, zab, kender, paszuly, krumpli. Állatai: Fehér szőrű szarvasmarha, juh, kecske, sertés és sok házi szárnyas, főleg liba. Gyümölcse: alma, körtve, szilva, dió és cseresznye. Itatója patakjaiban és csorgóiban.
Hét felülcsapó malma volt, melyek Farkas Lika, Péter, Deutsch Rubin és Kappel, Péter Gavrilla, Szomle Szár tulajdonai.
1703 körül a jobbágyok és zsellérek fizettek 73 frt 50 krt, 21 köb. búzát s ugyanennyi zabot, 6 szekér szénát s egy vágómarhát, a nemesek 12 frt 50 krt, 3 1/2 köb. búzát, zabot s egy szekér szénát. 1748-ban 635 frt 46 1/2 kr. 1775-ben[null *] 1149 frt 3 kr. 1822-ben 498 frt 36 kr. 1898-ban 3749 frt 50 kr.

## Vallási élete
Határán 1785-ben Kaluger zárda állott fenn, Torma Mihály alispán jelentése szerint a többi görög keleti monostorok ez egy kivételével mind le voltak rombolva.
A görögkatolikus egyházközség temploma Mária fogantatásának tiszteletére épült, és 1772-ben szentelték föl, amikor a község román lakosságának egy része az unióra tért, s egy darab földet a görög keletiektől elfoglaltak.
1893-ban régi fatemploma helyett építettek újat kőből, toronnyal. Anyakönyvei 1826 óta vezettetnek. Lelkészei: Pap Demeter, László, Gábor, Czentea Illés és a jelenlegi Tamás László.
A görög keleti egyházközség temploma kőből épült toronnyal s 1829-ben szentelték föl. Harangjai 1850. évből valók. Papjai: Lador Illés esperes 1792-ben, Popovics János esperes 1799. Duma János, Lador György, Bodea Arszentye, Lador Gábor után Gergely.
A görög keleti felekezet iskoláját 1844-ben az érsekség pártfogása folytán állították fel s tartották fenn.
1680-ban május 7-én a megye itt tartotta gyűlését, mely alkalommal több gonosz erkölcsű felett hozott kemény ítéletet.

## Lakossága
1703 körül van 19 jobbágy, 3 zsellér, 5 szegény és 5 nemes lakosa, kik 27 házas telken laknak, pusztán áll 9 telek. Adó alatt van a jobbágyok és zsellérek részén 48 ökör, 32 tehén, 5 ló, 97 juh. Adó alatt van a nemesség részén 7 ökör, 7 tehén, 20 juh.
1750-ben lakik itt 38 egy telkes nemes 5 telken 32 házban, 93 jobbágy 43 1/3 telken 78 házban, 2 ily özvegy 1/3 telken 2 házban, 8 telkes zsellér 3 1/2 telken 7 házban és 4 birtok nélkül való zsellér 1/3 telken 4 házban, 15 kóborló, 5 ily özvegy, kiknek nincs semmijük. Együtt 13 1/2 telken 123 házban laknak. El van pusztulva 11 telek, kettőből 1700 körül és kettőből 1745 körül kihaltak. 1710-ben, 1744. és 1748-ban más helyre költözött egy rész. Egy telket az egyesült pap bir, a többit a községi lakosok foglalták el és adóznak utána.
1820-ban 40 gör. kel. családfő lakossal.
1830-ban lakossága 833 gör. kel. és gör. kath. vallású.
1838-ban volt itt 16 immunis, 74 adózó nemes, kik közül írástudó 2, egy magyar, a többi román ajkú. 1843-ban 4 magyar, 79 román ajkú nemes lakosa van.
1850-ben 2982 lakosából 2786 román, 22 magyar, 100 zsidó és 52 roma volt.
1857-ben a magyarláposi járáshoz tartozó községben lakik 1337 lélek, melyből 10 örmény-kath., 441 gör. kath., 771 gör. kel., 13 ev. helv. és 102 zsidó. Házak száma 282.
1886-ban gör. kath. 480, gör. kel. 985, helv. hit. 4, zsidó 130, együtt 1599.
1891-ben 1948 lakosából 605 gör. kath., 1153 gör. kel., 2 ev. ref., 184 izraelita és 4 örmény-katolikus.
1992-ben a nemzetiségi összetétel a következőképpen alakult: 3026 román, 2 magyar és 15 roma.